# 張樞 (元朝)
张枢（1292年—1348年），字子长，元朝婺州金华（今浙江省金华市）人。
张枢幼年聪慧，对于书籍无所不读。通晓历史、天文、礼乐等。他做文章，长于叙事。古今沿革、政治得失，以至帝号官名等等，无不历历如指掌。家居著书，屡次征召没有就任。曾根据三国时事，撰写《汉本纪列传》、附以《魏吴载记》，为《续后汉书》七十三卷。不愿参与纂修辽、金、宋三史和本朝《后妃传》、《功臣传》。著有《春秋三传归一义》、《刊定三国志》、《林下窃议》、《曲江张公年谱》、《弊帚编》等。至正八年（1348年）去世，时年五十七岁。